# Saudi Tour 2022
Saudi Tour 2022 – 2. edycja wyścigu kolarskiego Saudi Tour, która odbyła się w dniach od 1 do 5 lutego 2020 na składającej się z 5 etapów trasie liczącej ponad 831 kilometrów i biegnącej w okolicach miejscowości Al-Ula. Impreza kategorii 2.1 należała do cyklu UCI Asia Tour 2022.

## Etapy
| Etap | Data  | Start – Meta                  | type        | Dystans (km) | Suma wzniesień (m) | Zwycięzca etapu   | Lider             |
| ---- | ----- | ----------------------------- | ----------- | ------------ | ------------------ | ----------------- | ----------------- |
| 1    | 1 lut | Winter Park – Winter Park     | płaski      | 198          | 1117 m             | Caleb Ewan        | Caleb Ewan        |
| 2    | 2 lut | Taibah University – Abu Rawka | pagórkowaty | 163,9        | 1669 m             | Santiago Buitrago | Santiago Buitrago |
| 3    | 3 lut | Tajma – Al-Ula                | płaski      | 181,2        | 854 m              | Dylan Groenewegen | Santiago Buitrago |
| 4    | 4 lut | Winter Park – Harrat Rahat    | pagórkowaty | 149,3        | 1300 m             | Maxim Van Gils    | Maxim Van Gils    |
| 5    | 5 lut | Al-Ula – Al-Ula               | płaski      | 138,9        | 753 m              | Dylan Groenewegen | Maxim Van Gils    |

## Uczestnicy

### Drużyny
| WorldTeams (8)- UAE Team Emirates - Bahrain Victorious - Bora-Hansgrohe - Cofidis - Lotto-Soudal - Quick-Step Alpha Vinyl - BikeExchange-Jayco - Team DSM ProTeams (5)- Alpecin-Fenix - B&B Hotels-KTM - Arkéa-Samsic - TotalEnergies - Uno-X Pro Cycling Team Continental teams (2)- Kuwait Pro Cycling Team - Terengganu Polygon Cycling Team |
| |

### Lista startowa
| UAE Team Emirates UAD | UAE Team Emirates UAD     | UAE Team Emirates UAD |
| --------------------- | ------------------------- | --------------------- |
| Nr                    | Kolarz                    | Miejsce               |
| 1                     | Rui Costa (POR)           | 3.                    |
| 2                     | Rui Oliveira (POR)        | 24.                   |
| 3                     | Fernando Gaviria (COL)    | 35.                   |
| 4                     | Felix Groß (GER)          | 49.                   |
| 5                     | Yousif Mirza (UAE)        | 43.                   |
| 6                     | Maximiliano Richeze (ARG) | 38.                   |

| TotalEnergies TEN | TotalEnergies TEN        | TotalEnergies TEN |
| ----------------- | ------------------------ | ----------------- |
| Nr                | Kolarz                   | Miejsce           |
| 11                | Niccolò Bonifazio (ITA)  | 39.               |
| 12                | Víctor de la Parte (ESP) | 44.               |
| 13                | Alexandre Geniez (FRA)   | 8.                |
| 14                | Daniel Oss (ITA)         | 6.                |
| 15                | Niki Terpstra (NED)      | 50.               |
| 16                | Anthony Turgis (FRA)     | 33.               |
| 17                | Dries Van Gestel (BEL)   | 31.               |

| BikeExchange-Jayco BEX | BikeExchange-Jayco BEX    | BikeExchange-Jayco BEX |
| ---------------------- | ------------------------- | ---------------------- |
| Nr                     | Kolarz                    | Miejsce                |
| 21                     | Dylan Groenewegen (NED)   | 45.                    |
| 22                     | Lawson Craddock (USA)     | 20.                    |
| 23                     | Alexander Edmondson (AUS) | 23.                    |
| 24                     | Michael Hepburn (AUS)     | 32.                    |
| 25                     | Alexander Konychev (ITA)  | 42.                    |
| 26                     | Jan Maas (NED)            | 69.                    |
| 27                     | Luka Mezgec (SLO)         | 18.                    |

| Lotto-Soudal LTS | Lotto-Soudal LTS      | Lotto-Soudal LTS |
| ---------------- | --------------------- | ---------------- |
| Nr               | Kolarz                | Miejsce          |
| 31               | Caleb Ewan (AUS)      | 87.              |
| 32               | Jasper De Buyst (BEL) | 27.              |
| 33               | Thomas De Gendt (BEL) | 74.              |
| 34               | Jarrad Drizners (AUS) | 79.              |
| 35               | Roger Kluge (GER)     | 34.              |
| 36               | Rüdiger Selig (GER)   | DNF-3            |
| 37               | Maxim Van Gils (BEL)  | 1.               |

| Quick-Step Alpha Vinyl QST | Quick-Step Alpha Vinyl QST | Quick-Step Alpha Vinyl QST |
| -------------------------- | -------------------------- | -------------------------- |
| Nr                         | Kolarz                     | Miejsce                    |
| 41                         | Andrea Bagioli (ITA)       | 76.                        |
| 42                         | Davide Ballerini (ITA)     | 36.                        |
| 43                         | Tim Declercq (BEL)         | 4.                         |
| 44                         | Iljo Keisse (BEL)          | 41.                        |
| 45                         | Florian Sénéchal (FRA)     | 22.                        |
| 46                         | Jannik Steimle (GER)       | 30.                        |
| 47                         | Bert Van Lerberghe (BEL)   | 26.                        |

| Bora-Hansgrohe BOH | Bora-Hansgrohe BOH        | Bora-Hansgrohe BOH |
| ------------------ | ------------------------- | ------------------ |
| Nr                 | Kolarz                    | Miejsce            |
| 51                 | Lennard Kämna (GER)       | 16.                |
| 52                 | Matteo Fabbro (ITA)       | 73.                |
| 53                 | Martin Laas (EST)         | 64.                |
| 54                 | Jordi Meeus (BEL)         | 48.                |
| 55                 | Ryan Mullen (IRL) (szosa) | 37.                |
| 56                 | Cian Uijtdebroeks (BEL)   | DNS-5              |
| 57                 | Danny van Poppel (NED)    | 5.                 |

| Bahrain Victorious TBV | Bahrain Victorious TBV  | Bahrain Victorious TBV |
| ---------------------- | ----------------------- | ---------------------- |
| Nr                     | Kolarz                  | Miejsce                |
| 61                     | Santiago Buitrago (COL) | 2.                     |
| 62                     | Kamil Gradek (POL)      | 71.                    |
| 63                     | Filip Maciejuk (POL)    | 19.                    |
| 64                     | Ahmed Madan (BRN )      | DNF-3                  |
| 65                     | Jonathan Milan (ITA)    | 53.                    |
| 66                     | Jasha Sütterlin (GER)   | 14.                    |
| 67                     | Fred Wright (GBR)       | DNS-4                  |

| Cofidis COF | Cofidis COF           | Cofidis COF |
| ----------- | --------------------- | ----------- |
| Nr          | Kolarz                | Miejsce     |
| 71          | Simone Consonni (ITA) | 11.         |
| 72          | Davide Cimolai (ITA)  | 65.         |
| 73          | Rubén Fernández (ESP) | 46.         |
| 74          | Wesley Kreder (NED)   | 60.         |
| 75          | Alexis Renard (FRA)   | 10.         |
| 76          | Axel Zingle (FRA)     | 57.         |

| Alpecin-Fenix AFC | Alpecin-Fenix AFC         | Alpecin-Fenix AFC |
| ----------------- | ------------------------- | ----------------- |
| Nr                | Kolarz                    | Miejsce           |
| 81                | Jakub Mareczko (ITA)      | 51.               |
| 82                | Maurice Ballerstedt (GER) | 52.               |
| 83                | Sjoerd Bax (NED)          | DNF-2             |
| 84                | Simon Dehairs (BEL)       | DNF-3             |
| 85                | Xandro Meurisse (BEL)     | 17.               |
| 86                | Edward Planckaert (BEL)   | 25.               |

| Team DSM DSM | Team DSM DSM            | Team DSM DSM |
| ------------ | ----------------------- | ------------ |
| Nr           | Kolarz                  | Miejsce      |
| 91           | Alberto Dainese (ITA)   | 21.          |
| 92           | Nico Denz (GER)         | 72.          |
| 93           | Niklas Märkl (GER)      | DNS-5        |
| 94           | Tim Naberman (NED)      | 61.          |
| 95           | Joris Nieuwenhuis (NED) | 56.          |
| 96           | Casper van Uden (NED)   | 29.          |
| 97           | Sam Welsford (AUS)      | 40.          |

| Arkéa-Samsic ARK | Arkéa-Samsic ARK        | Arkéa-Samsic ARK |
| ---------------- | ----------------------- | ---------------- |
| Nr               | Kolarz                  | Miejsce          |
| 101              | Daniel McLay (GBR)      | 62.              |
| 102              | Benjamin Declercq (BEL) | 9.               |
| 103              | Donavan Grondin (FRA)   | 15.              |
| 104              | Christophe Noppe (BEL)  | 67.              |
| 105              | Markus Pajur (EST)      | 55.              |

| B&B Hotels-KTM BBK | B&B Hotels-KTM BBK     | B&B Hotels-KTM BBK |
| ------------------ | ---------------------- | ------------------ |
| Nr                 | Kolarz                 | Miejsce            |
| 111                | Cyril Barthe (FRA)     | 12.                |
| 112                | Jens Debusschere (BEL) | 83.                |
| 113                | Jérémy Lecroq (FRA)    | 28.                |
| 114                | Cyril Lemoine (FRA)    | 59.                |
| 115                | Eliot Lietaer (BEL)    | 13.                |
| 116                | Julien Morice (FRA)    | 47.                |

| Uno-X Pro Cycling Team UXT | Uno-X Pro Cycling Team UXT | Uno-X Pro Cycling Team UXT |
| -------------------------- | -------------------------- | -------------------------- |
| Nr                         | Kolarz                     | Miejsce                    |
| 121                        | Syver Wærsted (NOR)        | 81.                        |
| 122                        | Jonas Abrahamsen (NOR)     | 58.                        |
| 123                        | Erlend Blikra (NOR)        | 70.                        |
| 124                        | Anthon Charmig (DEN)       | 7.                         |
| 125                        | Fredrik Dversnes (NOR)     | DNS-5                      |
| 126                        | Lars Saugstad (NOR)        | 75.                        |
| 127                        | Martin Urianstad (NOR)     | 66.                        |

| Terengganu Polygon Cycling Team TSG | Terengganu Polygon Cycling Team TSG | Terengganu Polygon Cycling Team TSG |
| ----------------------------------- | ----------------------------------- | ----------------------------------- |
| Nr                                  | Kolarz                              | Miejsce                             |
| 131                                 | Mohd Shahrul Mat Amin (MAS)         | 77.                                 |
| 132                                 | Jeroen Meijers (NED)                | 82.                                 |
| 133                                 | Nur Aiman Zariff (MAS)              | 63.                                 |
| 134                                 | Afiq Huznie Othman (MAS)            | 85.                                 |
| 135                                 | Mohd Hariff Saleh (MAS)             | 80.                                 |

| Kuwait Pro Cycling Team KPT | Kuwait Pro Cycling Team KPT  | Kuwait Pro Cycling Team KPT |
| --------------------------- | ---------------------------- | --------------------------- |
| Nr                          | Kolarz                       | Miejsce                     |
| 141                         | Polichronis Dzordzakis (GRE) | 86.                         |
| 142                         | Abdulhadi Alajmi (KUW)       | 84.                         |
| 143                         | Matthew Clements (GBR)       | DNF-4                       |
| 144                         | James Jobber (GBR)           | 78.                         |
| 145                         | Jayde Julius (RSA)           | 68.                         |
| 146                         | Mehdi Tigrine (BEL)          | DNF-3                       |

| UAE Team Emirates UAD | UAE Team Emirates UAD     | UAE Team Emirates UAD |
| --------------------- | ------------------------- | --------------------- |
| Nr                    | Kolarz                    | Miejsce               |
| 1                     | Rui Costa (POR)           | 3.                    |
| 2                     | Rui Oliveira (POR)        | 24.                   |
| 3                     | Fernando Gaviria (COL)    | 35.                   |
| 4                     | Felix Groß (GER)          | 49.                   |
| 5                     | Yousif Mirza (UAE)        | 43.                   |
| 6                     | Maximiliano Richeze (ARG) | 38.                   |

| TotalEnergies TEN | TotalEnergies TEN        | TotalEnergies TEN |
| ----------------- | ------------------------ | ----------------- |
| Nr                | Kolarz                   | Miejsce           |
| 11                | Niccolò Bonifazio (ITA)  | 39.               |
| 12                | Víctor de la Parte (ESP) | 44.               |
| 13                | Alexandre Geniez (FRA)   | 8.                |
| 14                | Daniel Oss (ITA)         | 6.                |
| 15                | Niki Terpstra (NED)      | 50.               |
| 16                | Anthony Turgis (FRA)     | 33.               |
| 17                | Dries Van Gestel (BEL)   | 31.               |

| BikeExchange-Jayco BEX | BikeExchange-Jayco BEX    | BikeExchange-Jayco BEX |
| ---------------------- | ------------------------- | ---------------------- |
| Nr                     | Kolarz                    | Miejsce                |
| 21                     | Dylan Groenewegen (NED)   | 45.                    |
| 22                     | Lawson Craddock (USA)     | 20.                    |
| 23                     | Alexander Edmondson (AUS) | 23.                    |
| 24                     | Michael Hepburn (AUS)     | 32.                    |
| 25                     | Alexander Konychev (ITA)  | 42.                    |
| 26                     | Jan Maas (NED)            | 69.                    |
| 27                     | Luka Mezgec (SLO)         | 18.                    |

| Lotto-Soudal LTS | Lotto-Soudal LTS      | Lotto-Soudal LTS |
| ---------------- | --------------------- | ---------------- |
| Nr               | Kolarz                | Miejsce          |
| 31               | Caleb Ewan (AUS)      | 87.              |
| 32               | Jasper De Buyst (BEL) | 27.              |
| 33               | Thomas De Gendt (BEL) | 74.              |
| 34               | Jarrad Drizners (AUS) | 79.              |
| 35               | Roger Kluge (GER)     | 34.              |
| 36               | Rüdiger Selig (GER)   | DNF-3            |
| 37               | Maxim Van Gils (BEL)  | 1.               |

| Quick-Step Alpha Vinyl QST | Quick-Step Alpha Vinyl QST | Quick-Step Alpha Vinyl QST |
| -------------------------- | -------------------------- | -------------------------- |
| Nr                         | Kolarz                     | Miejsce                    |
| 41                         | Andrea Bagioli (ITA)       | 76.                        |
| 42                         | Davide Ballerini (ITA)     | 36.                        |
| 43                         | Tim Declercq (BEL)         | 4.                         |
| 44                         | Iljo Keisse (BEL)          | 41.                        |
| 45                         | Florian Sénéchal (FRA)     | 22.                        |
| 46                         | Jannik Steimle (GER)       | 30.                        |
| 47                         | Bert Van Lerberghe (BEL)   | 26.                        |

| Bora-Hansgrohe BOH | Bora-Hansgrohe BOH        | Bora-Hansgrohe BOH |
| ------------------ | ------------------------- | ------------------ |
| Nr                 | Kolarz                    | Miejsce            |
| 51                 | Lennard Kämna (GER)       | 16.                |
| 52                 | Matteo Fabbro (ITA)       | 73.                |
| 53                 | Martin Laas (EST)         | 64.                |
| 54                 | Jordi Meeus (BEL)         | 48.                |
| 55                 | Ryan Mullen (IRL) (szosa) | 37.                |
| 56                 | Cian Uijtdebroeks (BEL)   | DNS-5              |
| 57                 | Danny van Poppel (NED)    | 5.                 |

| Bahrain Victorious TBV | Bahrain Victorious TBV  | Bahrain Victorious TBV |
| ---------------------- | ----------------------- | ---------------------- |
| Nr                     | Kolarz                  | Miejsce                |
| 61                     | Santiago Buitrago (COL) | 2.                     |
| 62                     | Kamil Gradek (POL)      | 71.                    |
| 63                     | Filip Maciejuk (POL)    | 19.                    |
| 64                     | Ahmed Madan (BRN )      | DNF-3                  |
| 65                     | Jonathan Milan (ITA)    | 53.                    |
| 66                     | Jasha Sütterlin (GER)   | 14.                    |
| 67                     | Fred Wright (GBR)       | DNS-4                  |

| Cofidis COF | Cofidis COF           | Cofidis COF |
| ----------- | --------------------- | ----------- |
| Nr          | Kolarz                | Miejsce     |
| 71          | Simone Consonni (ITA) | 11.         |
| 72          | Davide Cimolai (ITA)  | 65.         |
| 73          | Rubén Fernández (ESP) | 46.         |
| 74          | Wesley Kreder (NED)   | 60.         |
| 75          | Alexis Renard (FRA)   | 10.         |
| 76          | Axel Zingle (FRA)     | 57.         |

| Alpecin-Fenix AFC | Alpecin-Fenix AFC         | Alpecin-Fenix AFC |
| ----------------- | ------------------------- | ----------------- |
| Nr                | Kolarz                    | Miejsce           |
| 81                | Jakub Mareczko (ITA)      | 51.               |
| 82                | Maurice Ballerstedt (GER) | 52.               |
| 83                | Sjoerd Bax (NED)          | DNF-2             |
| 84                | Simon Dehairs (BEL)       | DNF-3             |
| 85                | Xandro Meurisse (BEL)     | 17.               |
| 86                | Edward Planckaert (BEL)   | 25.               |

| Team DSM DSM | Team DSM DSM            | Team DSM DSM |
| ------------ | ----------------------- | ------------ |
| Nr           | Kolarz                  | Miejsce      |
| 91           | Alberto Dainese (ITA)   | 21.          |
| 92           | Nico Denz (GER)         | 72.          |
| 93           | Niklas Märkl (GER)      | DNS-5        |
| 94           | Tim Naberman (NED)      | 61.          |
| 95           | Joris Nieuwenhuis (NED) | 56.          |
| 96           | Casper van Uden (NED)   | 29.          |
| 97           | Sam Welsford (AUS)      | 40.          |

| Arkéa-Samsic ARK | Arkéa-Samsic ARK        | Arkéa-Samsic ARK |
| ---------------- | ----------------------- | ---------------- |
| Nr               | Kolarz                  | Miejsce          |
| 101              | Daniel McLay (GBR)      | 62.              |
| 102              | Benjamin Declercq (BEL) | 9.               |
| 103              | Donavan Grondin (FRA)   | 15.              |
| 104              | Christophe Noppe (BEL)  | 67.              |
| 105              | Markus Pajur (EST)      | 55.              |

| B&B Hotels-KTM BBK | B&B Hotels-KTM BBK     | B&B Hotels-KTM BBK |
| ------------------ | ---------------------- | ------------------ |
| Nr                 | Kolarz                 | Miejsce            |
| 111                | Cyril Barthe (FRA)     | 12.                |
| 112                | Jens Debusschere (BEL) | 83.                |
| 113                | Jérémy Lecroq (FRA)    | 28.                |
| 114                | Cyril Lemoine (FRA)    | 59.                |
| 115                | Eliot Lietaer (BEL)    | 13.                |
| 116                | Julien Morice (FRA)    | 47.                |

| Uno-X Pro Cycling Team UXT | Uno-X Pro Cycling Team UXT | Uno-X Pro Cycling Team UXT |
| -------------------------- | -------------------------- | -------------------------- |
| Nr                         | Kolarz                     | Miejsce                    |
| 121                        | Syver Wærsted (NOR)        | 81.                        |
| 122                        | Jonas Abrahamsen (NOR)     | 58.                        |
| 123                        | Erlend Blikra (NOR)        | 70.                        |
| 124                        | Anthon Charmig (DEN)       | 7.                         |
| 125                        | Fredrik Dversnes (NOR)     | DNS-5                      |
| 126                        | Lars Saugstad (NOR)        | 75.                        |
| 127                        | Martin Urianstad (NOR)     | 66.                        |

| Terengganu Polygon Cycling Team TSG | Terengganu Polygon Cycling Team TSG | Terengganu Polygon Cycling Team TSG |
| ----------------------------------- | ----------------------------------- | ----------------------------------- |
| Nr                                  | Kolarz                              | Miejsce                             |
| 131                                 | Mohd Shahrul Mat Amin (MAS)         | 77.                                 |
| 132                                 | Jeroen Meijers (NED)                | 82.                                 |
| 133                                 | Nur Aiman Zariff (MAS)              | 63.                                 |
| 134                                 | Afiq Huznie Othman (MAS)            | 85.                                 |
| 135                                 | Mohd Hariff Saleh (MAS)             | 80.                                 |

| Kuwait Pro Cycling Team KPT | Kuwait Pro Cycling Team KPT  | Kuwait Pro Cycling Team KPT |
| --------------------------- | ---------------------------- | --------------------------- |
| Nr                          | Kolarz                       | Miejsce                     |
| 141                         | Polichronis Dzordzakis (GRE) | 86.                         |
| 142                         | Abdulhadi Alajmi (KUW)       | 84.                         |
| 143                         | Matthew Clements (GBR)       | DNF-4                       |
| 144                         | James Jobber (GBR)           | 78.                         |
| 145                         | Jayde Julius (RSA)           | 68.                         |
| 146                         | Mehdi Tigrine (BEL)          | DNF-3                       |

## Wyniki etapów

### Etap 1
| Winter Park - Winter Park | płaski | (198 km) |

| \| Klasyfikacja etapu \| Klasyfikacja etapu \| Klasyfikacja etapu \| Klasyfikacja etapu \| Klasyfikacja etapu \| \| Kolarz \| Kolarz \| Państwo \| Drużyna \| Czas \| \| ------------------ \| ------------------ \| ------------------ \| ---------------------- \| ------------------ \| \| 1. \| Caleb Ewan \| Australia \| Lotto-Soudal \| 4h 41' 52" \| \| 2. \| Martin Laas \| Estonia \| Bora-Hansgrohe \| + 0" \| \| 3. \| Fernando Gaviria \| Kolumbia \| UAE Team Emirates \| + 0" \| \| 4. \| Jasper De Buyst \| Belgia \| Lotto-Soudal \| + 0" \| \| 5. \| Niccolò Bonifazio \| Włochy \| TotalEnergies \| + 0" \| \| 6. \| Felix Groß \| Niemcy \| UAE Team Emirates \| + 0" \| \| 7. \| Simon Dehairs \| Belgia \| Alpecin-Fenix \| + 0" \| \| 8. \| Davide Ballerini \| Włochy \| Quick-Step Alpha Vinyl \| + 0" \| \| 9. \| Jérémy Lecroq \| Francja \| B&B Hotels-KTM \| + 0" \| \| 10. \| Simone Consonni \| Włochy \| Cofidis \| + 0" \| |                   |           |                        |            |
| |                   |           |                        |            |
| Źródło: ProCyclingStats |                   |           |                        |            |
| Klasyfikacja etapu |                   |           |                        |            |
| Kolarz | Kolarz            | Państwo   | Drużyna                | Czas       |
| 1. | Caleb Ewan        | Australia | Lotto-Soudal           | 4h 41' 52" |
| 2. | Martin Laas       | Estonia   | Bora-Hansgrohe         | + 0"       |
| 3. | Fernando Gaviria  | Kolumbia  | UAE Team Emirates      | + 0"       |
| 4. | Jasper De Buyst   | Belgia    | Lotto-Soudal           | + 0"       |
| 5. | Niccolò Bonifazio | Włochy    | TotalEnergies          | + 0"       |
| 6. | Felix Groß        | Niemcy    | UAE Team Emirates      | + 0"       |
| 7. | Simon Dehairs     | Belgia    | Alpecin-Fenix          | + 0"       |
| 8. | Davide Ballerini  | Włochy    | Quick-Step Alpha Vinyl | + 0"       |
| 9. | Jérémy Lecroq     | Francja   | B&B Hotels-KTM         | + 0"       |
| 10. | Simone Consonni   | Włochy    | Cofidis                | + 0"       |

| \| Klasyfikacja generalna \| Klasyfikacja generalna \| Klasyfikacja generalna \| Klasyfikacja generalna \| Klasyfikacja generalna \| \| Kolarz \| Kolarz \| Państwo \| Drużyna \| Czas \| \| ---------------------- \| ---------------------- \| ---------------------- \| ---------------------- \| ---------------------- \| \| 1. \| Caleb Ewan \| Australia \| Lotto-Soudal \| 4h 41' 42" \| \| 2. \| Martin Laas \| Estonia \| Bora-Hansgrohe \| + 4" \| \| 3. \| Fernando Gaviria \| Kolumbia \| UAE Team Emirates \| + 6" \| \| 4. \| Rui Costa \| Portugalia \| UAE Team Emirates \| + 7" \| \| 5. \| Martin Urianstad \| Norwegia \| Uno-X Pro Cycling Team \| + 8" \| \| 6. \| Tim Declercq \| Belgia \| Quick-Step Alpha Vinyl \| + 9" \| \| 7. \| Jasper De Buyst \| Belgia \| Lotto-Soudal \| + 10" \| \| 8. \| Niccolò Bonifazio \| Włochy \| TotalEnergies \| + 10" \| \| 9. \| Felix Groß \| Niemcy \| UAE Team Emirates \| + 10" \| \| 10. \| Simon Dehairs \| Belgia \| Alpecin-Fenix \| + 10" \| |                   |            |                        |            |
| |                   |            |                        |            |
| Źródło: ProCyclingStats |                   |            |                        |            |
| Klasyfikacja generalna |                   |            |                        |            |
| Kolarz | Kolarz            | Państwo    | Drużyna                | Czas       |
| 1. | Caleb Ewan        | Australia  | Lotto-Soudal           | 4h 41' 42" |
| 2. | Martin Laas       | Estonia    | Bora-Hansgrohe         | + 4"       |
| 3. | Fernando Gaviria  | Kolumbia   | UAE Team Emirates      | + 6"       |
| 4. | Rui Costa         | Portugalia | UAE Team Emirates      | + 7"       |
| 5. | Martin Urianstad  | Norwegia   | Uno-X Pro Cycling Team | + 8"       |
| 6. | Tim Declercq      | Belgia     | Quick-Step Alpha Vinyl | + 9"       |
| 7. | Jasper De Buyst   | Belgia     | Lotto-Soudal           | + 10"      |
| 8. | Niccolò Bonifazio | Włochy     | TotalEnergies          | + 10"      |
| 9. | Felix Groß        | Niemcy     | UAE Team Emirates      | + 10"      |
| 10. | Simon Dehairs     | Belgia     | Alpecin-Fenix          | + 10"      |

### Etap 2
| Taibah University - Abu Rawka | pagórkowaty | (163,9 km) |

| \| Klasyfikacja etapu \| Klasyfikacja etapu \| Klasyfikacja etapu \| Klasyfikacja etapu \| Klasyfikacja etapu \| \| Kolarz \| Kolarz \| Państwo \| Drużyna \| Czas \| \| ------------------ \| ------------------ \| ------------------ \| ---------------------- \| ------------------ \| \| 1. \| Santiago Buitrago \| Kolumbia \| Bahrain Victorious \| 3h 43' 51" \| \| 2. \| Andrea Bagioli \| Włochy \| Quick-Step Alpha Vinyl \| + 1" \| \| 3. \| Anthon Charmig \| Dania \| Uno-X Pro Cycling Team \| + 7" \| \| 4. \| Maxim Van Gils \| Belgia \| Lotto-Soudal \| + 7" \| \| 5. \| Rui Costa \| Portugalia \| UAE Team Emirates \| + 7" \| \| 6. \| Caleb Ewan \| Australia \| Lotto-Soudal \| + 7" \| \| 7. \| Axel Zingle \| Francja \| Cofidis \| + 11" \| \| 8. \| Rui Oliveira \| Portugalia \| UAE Team Emirates \| + 11" \| \| 9. \| Cyril Barthe \| Francja \| B&B Hotels-KTM \| + 11" \| \| 10. \| Benjamin Declercq \| Belgia \| Arkéa-Samsic \| + 11" \| |                   |            |                        |            |
| |                   |            |                        |            |
| Źródło: ProCyclingStats |                   |            |                        |            |
| Klasyfikacja etapu |                   |            |                        |            |
| Kolarz | Kolarz            | Państwo    | Drużyna                | Czas       |
| 1. | Santiago Buitrago | Kolumbia   | Bahrain Victorious     | 3h 43' 51" |
| 2. | Andrea Bagioli    | Włochy     | Quick-Step Alpha Vinyl | + 1"       |
| 3. | Anthon Charmig    | Dania      | Uno-X Pro Cycling Team | + 7"       |
| 4. | Maxim Van Gils    | Belgia     | Lotto-Soudal           | + 7"       |
| 5. | Rui Costa         | Portugalia | UAE Team Emirates      | + 7"       |
| 6. | Caleb Ewan        | Australia  | Lotto-Soudal           | + 7"       |
| 7. | Axel Zingle       | Francja    | Cofidis                | + 11"      |
| 8. | Rui Oliveira      | Portugalia | UAE Team Emirates      | + 11"      |
| 9. | Cyril Barthe      | Francja    | B&B Hotels-KTM         | + 11"      |
| 10. | Benjamin Declercq | Belgia     | Arkéa-Samsic           | + 11"      |

| \| Klasyfikacja generalna \| Klasyfikacja generalna \| Klasyfikacja generalna \| Klasyfikacja generalna \| Klasyfikacja generalna \| \| Kolarz \| Kolarz \| Państwo \| Drużyna \| Czas \| \| ---------------------- \| ---------------------- \| ---------------------- \| ---------------------- \| ---------------------- \| \| 1. \| Santiago Buitrago \| Kolumbia \| Bahrain Victorious \| 8h 25' 33" \| \| 2. \| Caleb Ewan \| Australia \| Lotto-Soudal \| + 7" \| \| 3. \| Anthon Charmig \| Dania \| Uno-X Pro Cycling Team \| + 13" \| \| 4. \| Rui Costa \| Portugalia \| UAE Team Emirates \| + 14" \| \| 5. \| Maxim Van Gils \| Belgia \| Lotto-Soudal \| + 17" \| \| 6. \| Tim Declercq \| Belgia \| Quick-Step Alpha Vinyl \| + 20" \| \| 7. \| Simone Consonni \| Włochy \| Cofidis \| + 21" \| \| 8. \| Cyril Barthe \| Francja \| B&B Hotels-KTM \| + 21" \| \| 9. \| Danny van Poppel \| Holandia \| Bora-Hansgrohe \| + 21" \| \| 10. \| Rubén Fernández \| Hiszpania \| Cofidis \| + 21" \| |                   |            |                        |            |
| |                   |            |                        |            |
| Źródło: ProCyclingStats |                   |            |                        |            |
| Klasyfikacja generalna |                   |            |                        |            |
| Kolarz | Kolarz            | Państwo    | Drużyna                | Czas       |
| 1. | Santiago Buitrago | Kolumbia   | Bahrain Victorious     | 8h 25' 33" |
| 2. | Caleb Ewan        | Australia  | Lotto-Soudal           | + 7"       |
| 3. | Anthon Charmig    | Dania      | Uno-X Pro Cycling Team | + 13"      |
| 4. | Rui Costa         | Portugalia | UAE Team Emirates      | + 14"      |
| 5. | Maxim Van Gils    | Belgia     | Lotto-Soudal           | + 17"      |
| 6. | Tim Declercq      | Belgia     | Quick-Step Alpha Vinyl | + 20"      |
| 7. | Simone Consonni   | Włochy     | Cofidis                | + 21"      |
| 8. | Cyril Barthe      | Francja    | B&B Hotels-KTM         | + 21"      |
| 9. | Danny van Poppel  | Holandia   | Bora-Hansgrohe         | + 21"      |
| 10. | Rubén Fernández   | Hiszpania  | Cofidis                | + 21"      |

### Etap 3
| Tajma - Al-Ula | płaski | (181,2 km) |

| \| Klasyfikacja etapu \| Klasyfikacja etapu \| Klasyfikacja etapu \| Klasyfikacja etapu \| Klasyfikacja etapu \| \| Kolarz \| Kolarz \| Państwo \| Drużyna \| Czas \| \| ------------------ \| ------------------ \| ------------------ \| ---------------------- \| ------------------ \| \| 1. \| Dylan Groenewegen \| Holandia \| BikeExchange-Jayco \| 5h 11' 22" \| \| 2. \| Daniel McLay \| Wielka Brytania \| Arkéa-Samsic \| + 0" \| \| 3. \| Caleb Ewan \| Australia \| Lotto-Soudal \| + 0" \| \| 4. \| Danny van Poppel \| Holandia \| Bora-Hansgrohe \| + 0" \| \| 5. \| Alberto Dainese \| Włochy \| Team DSM \| + 0" \| \| 6. \| Fernando Gaviria \| Kolumbia \| UAE Team Emirates \| + 0" \| \| 7. \| Erlend Blikra \| Norwegia \| Uno-X Pro Cycling Team \| + 0" \| \| 8. \| Jasper De Buyst \| Belgia \| Lotto-Soudal \| + 0" \| \| 9. \| Simone Consonni \| Włochy \| Cofidis \| + 0" \| \| 10. \| Davide Ballerini \| Włochy \| Quick-Step Alpha Vinyl \| + 0" \| |                   |                 |                        |            |
| |                   |                 |                        |            |
| Źródło: ProCyclingStats |                   |                 |                        |            |
| Klasyfikacja etapu |                   |                 |                        |            |
| Kolarz | Kolarz            | Państwo         | Drużyna                | Czas       |
| 1. | Dylan Groenewegen | Holandia        | BikeExchange-Jayco     | 5h 11' 22" |
| 2. | Daniel McLay      | Wielka Brytania | Arkéa-Samsic           | + 0"       |
| 3. | Caleb Ewan        | Australia       | Lotto-Soudal           | + 0"       |
| 4. | Danny van Poppel  | Holandia        | Bora-Hansgrohe         | + 0"       |
| 5. | Alberto Dainese   | Włochy          | Team DSM               | + 0"       |
| 6. | Fernando Gaviria  | Kolumbia        | UAE Team Emirates      | + 0"       |
| 7. | Erlend Blikra     | Norwegia        | Uno-X Pro Cycling Team | + 0"       |
| 8. | Jasper De Buyst   | Belgia          | Lotto-Soudal           | + 0"       |
| 9. | Simone Consonni   | Włochy          | Cofidis                | + 0"       |
| 10. | Davide Ballerini  | Włochy          | Quick-Step Alpha Vinyl | + 0"       |

| \| Klasyfikacja generalna \| Klasyfikacja generalna \| Klasyfikacja generalna \| Klasyfikacja generalna \| Klasyfikacja generalna \| \| Kolarz \| Kolarz \| Państwo \| Drużyna \| Czas \| \| ---------------------- \| ---------------------- \| ---------------------- \| ---------------------- \| ---------------------- \| \| 1. \| Santiago Buitrago \| Kolumbia \| Bahrain Victorious \| 13h 36' 55" \| \| 2. \| Caleb Ewan \| Australia \| Lotto-Soudal \| + 3" \| \| 3. \| Rui Costa \| Portugalia \| UAE Team Emirates \| + 13" \| \| 4. \| Anthon Charmig \| Dania \| Uno-X Pro Cycling Team \| + 13" \| \| 5. \| Maxim Van Gils \| Belgia \| Lotto-Soudal \| + 17" \| \| 6. \| Tim Declercq \| Belgia \| Quick-Step Alpha Vinyl \| + 20" \| \| 7. \| Simone Consonni \| Włochy \| Cofidis \| + 21" \| \| 8. \| Danny van Poppel \| Holandia \| Bora-Hansgrohe \| + 21" \| \| 9. \| Cyril Barthe \| Francja \| B&B Hotels-KTM \| + 21" \| \| 10. \| Rubén Fernández \| Hiszpania \| Cofidis \| + 21" \| |                   |            |                        |             |
| |                   |            |                        |             |
| Źródło: ProCyclingStats |                   |            |                        |             |
| Klasyfikacja generalna |                   |            |                        |             |
| Kolarz | Kolarz            | Państwo    | Drużyna                | Czas        |
| 1. | Santiago Buitrago | Kolumbia   | Bahrain Victorious     | 13h 36' 55" |
| 2. | Caleb Ewan        | Australia  | Lotto-Soudal           | + 3"        |
| 3. | Rui Costa         | Portugalia | UAE Team Emirates      | + 13"       |
| 4. | Anthon Charmig    | Dania      | Uno-X Pro Cycling Team | + 13"       |
| 5. | Maxim Van Gils    | Belgia     | Lotto-Soudal           | + 17"       |
| 6. | Tim Declercq      | Belgia     | Quick-Step Alpha Vinyl | + 20"       |
| 7. | Simone Consonni   | Włochy     | Cofidis                | + 21"       |
| 8. | Danny van Poppel  | Holandia   | Bora-Hansgrohe         | + 21"       |
| 9. | Cyril Barthe      | Francja    | B&B Hotels-KTM         | + 21"       |
| 10. | Rubén Fernández   | Hiszpania  | Cofidis                | + 21"       |

### Etap 4
| Winter Park - Harrat Rahat | pagórkowaty | (149,3 km) |

| \| Klasyfikacja etapu \| Klasyfikacja etapu \| Klasyfikacja etapu \| Klasyfikacja etapu \| Klasyfikacja etapu \| \| Kolarz \| Kolarz \| Państwo \| Drużyna \| Czas \| \| ------------------ \| ------------------ \| ------------------ \| ---------------------- \| ------------------ \| \| 1. \| Maxim Van Gils \| Belgia \| Lotto-Soudal \| 3h 32' 39" \| \| 2. \| Luka Mezgec \| Słowenia \| BikeExchange-Jayco \| + 40" \| \| 3. \| Tim Declercq \| Belgia \| Quick-Step Alpha Vinyl \| + 40" \| \| 4. \| Danny van Poppel \| Holandia \| Bora-Hansgrohe \| + 40" \| \| 5. \| Rui Costa \| Portugalia \| UAE Team Emirates \| + 40" \| \| 6. \| Daniel Oss \| Włochy \| TotalEnergies \| + 40" \| \| 7. \| Alexis Renard \| Francja \| Cofidis \| + 40" \| \| 8. \| Santiago Buitrago \| Kolumbia \| Bahrain Victorious \| + 40" \| \| 9. \| Andrea Bagioli \| Włochy \| Quick-Step Alpha Vinyl \| + 44" \| \| 10. \| Alexandre Geniez \| Francja \| TotalEnergies \| + 1' 19" \| |                   |            |                        |            |
| |                   |            |                        |            |
| Źródło: ProCyclingStats |                   |            |                        |            |
| Klasyfikacja etapu |                   |            |                        |            |
| Kolarz | Kolarz            | Państwo    | Drużyna                | Czas       |
| 1. | Maxim Van Gils    | Belgia     | Lotto-Soudal           | 3h 32' 39" |
| 2. | Luka Mezgec       | Słowenia   | BikeExchange-Jayco     | + 40"      |
| 3. | Tim Declercq      | Belgia     | Quick-Step Alpha Vinyl | + 40"      |
| 4. | Danny van Poppel  | Holandia   | Bora-Hansgrohe         | + 40"      |
| 5. | Rui Costa         | Portugalia | UAE Team Emirates      | + 40"      |
| 6. | Daniel Oss        | Włochy     | TotalEnergies          | + 40"      |
| 7. | Alexis Renard     | Francja    | Cofidis                | + 40"      |
| 8. | Santiago Buitrago | Kolumbia   | Bahrain Victorious     | + 40"      |
| 9. | Andrea Bagioli    | Włochy     | Quick-Step Alpha Vinyl | + 44"      |
| 10. | Alexandre Geniez  | Francja    | TotalEnergies          | + 1' 19"   |

| \| Klasyfikacja generalna \| Klasyfikacja generalna \| Klasyfikacja generalna \| Klasyfikacja generalna \| Klasyfikacja generalna \| \| Kolarz \| Kolarz \| Państwo \| Drużyna \| Czas \| \| ---------------------- \| ---------------------- \| ---------------------- \| ---------------------- \| ---------------------- \| \| 1. \| Maxim Van Gils \| Belgia \| Lotto-Soudal \| 17h 09' 38" \| \| 2. \| Santiago Buitrago \| Kolumbia \| Bahrain Victorious \| + 36" \| \| 3. \| Rui Costa \| Portugalia \| UAE Team Emirates \| + 48" \| \| 4. \| Tim Declercq \| Belgia \| Quick-Step Alpha Vinyl \| + 52" \| \| 5. \| Danny van Poppel \| Holandia \| Bora-Hansgrohe \| + 57" \| \| 6. \| Daniel Oss \| Włochy \| TotalEnergies \| + 57" \| \| 7. \| Anthon Charmig \| Dania \| Uno-X Pro Cycling Team \| + 1' 29" \| \| 8. \| Alexandre Geniez \| Francja \| TotalEnergies \| + 1' 36" \| \| 9. \| Alexis Renard \| Francja \| Cofidis \| + 1' 45" \| \| 10. \| Simone Consonni \| Włochy \| Cofidis \| + 1' 46" \| |                   |            |                        |             |
| |                   |            |                        |             |
| Źródło: ProCyclingStats |                   |            |                        |             |
| Klasyfikacja generalna |                   |            |                        |             |
| Kolarz | Kolarz            | Państwo    | Drużyna                | Czas        |
| 1. | Maxim Van Gils    | Belgia     | Lotto-Soudal           | 17h 09' 38" |
| 2. | Santiago Buitrago | Kolumbia   | Bahrain Victorious     | + 36"       |
| 3. | Rui Costa         | Portugalia | UAE Team Emirates      | + 48"       |
| 4. | Tim Declercq      | Belgia     | Quick-Step Alpha Vinyl | + 52"       |
| 5. | Danny van Poppel  | Holandia   | Bora-Hansgrohe         | + 57"       |
| 6. | Daniel Oss        | Włochy     | TotalEnergies          | + 57"       |
| 7. | Anthon Charmig    | Dania      | Uno-X Pro Cycling Team | + 1' 29"    |
| 8. | Alexandre Geniez  | Francja    | TotalEnergies          | + 1' 36"    |
| 9. | Alexis Renard     | Francja    | Cofidis                | + 1' 45"    |
| 10. | Simone Consonni   | Włochy     | Cofidis                | + 1' 46"    |

### Etap 5
| Al-Ula - Al-Ula | płaski | (138,9 km) |

| \| Klasyfikacja etapu \| Klasyfikacja etapu \| Klasyfikacja etapu \| Klasyfikacja etapu \| Klasyfikacja etapu \| \| Kolarz \| Kolarz \| Państwo \| Drużyna \| Czas \| \| ------------------ \| ------------------ \| ------------------ \| ---------------------- \| ------------------ \| \| 1. \| Dylan Groenewegen \| Holandia \| BikeExchange-Jayco \| 2h 56' 10" \| \| 2. \| Daniel McLay \| Wielka Brytania \| Arkéa-Samsic \| + 0" \| \| 3. \| Davide Ballerini \| Włochy \| Quick-Step Alpha Vinyl \| + 0" \| \| 4. \| Fernando Gaviria \| Kolumbia \| UAE Team Emirates \| + 0" \| \| 5. \| Danny van Poppel \| Holandia \| Bora-Hansgrohe \| + 0" \| \| 6. \| Niccolò Bonifazio \| Włochy \| TotalEnergies \| + 0" \| \| 7. \| Jasper De Buyst \| Belgia \| Lotto-Soudal \| + 0" \| \| 8. \| Jérémy Lecroq \| Francja \| B&B Hotels-KTM \| + 0" \| \| 9. \| Erlend Blikra \| Norwegia \| Uno-X Pro Cycling Team \| + 0" \| \| 10. \| Alberto Dainese \| Włochy \| Team DSM \| + 0" \| |                   |                 |                        |            |
| |                   |                 |                        |            |
| Źródło: ProCyclingStats |                   |                 |                        |            |
| Klasyfikacja etapu |                   |                 |                        |            |
| Kolarz | Kolarz            | Państwo         | Drużyna                | Czas       |
| 1. | Dylan Groenewegen | Holandia        | BikeExchange-Jayco     | 2h 56' 10" |
| 2. | Daniel McLay      | Wielka Brytania | Arkéa-Samsic           | + 0"       |
| 3. | Davide Ballerini  | Włochy          | Quick-Step Alpha Vinyl | + 0"       |
| 4. | Fernando Gaviria  | Kolumbia        | UAE Team Emirates      | + 0"       |
| 5. | Danny van Poppel  | Holandia        | Bora-Hansgrohe         | + 0"       |
| 6. | Niccolò Bonifazio | Włochy          | TotalEnergies          | + 0"       |
| 7. | Jasper De Buyst   | Belgia          | Lotto-Soudal           | + 0"       |
| 8. | Jérémy Lecroq     | Francja         | B&B Hotels-KTM         | + 0"       |
| 9. | Erlend Blikra     | Norwegia        | Uno-X Pro Cycling Team | + 0"       |
| 10. | Alberto Dainese   | Włochy          | Team DSM               | + 0"       |

## Klasyfikacje

### Klasyfikacja generalna
| \| Klasyfikacja generalna \| Klasyfikacja generalna \| Klasyfikacja generalna \| Klasyfikacja generalna \| Klasyfikacja generalna \| \| Kolarz \| Kolarz \| Państwo \| Drużyna \| Czas \| \| ---------------------- \| ---------------------- \| ---------------------- \| ---------------------- \| ---------------------- \| \| 1. \| Maxim Van Gils \| Belgia \| Lotto-Soudal \| 20h 05' 48" \| \| 2. \| Santiago Buitrago \| Kolumbia \| Bahrain Victorious \| + 36" \| \| 3. \| Rui Costa \| Portugalia \| UAE Team Emirates \| + 48" \| \| 4. \| Tim Declercq \| Belgia \| Quick-Step Alpha Vinyl \| + 52" \| \| 5. \| Danny van Poppel \| Holandia \| Bora-Hansgrohe \| + 54" \| \| 6. \| Daniel Oss \| Włochy \| TotalEnergies \| + 57" \| \| 7. \| Anthon Charmig \| Dania \| Uno-X Pro Cycling Team \| + 1' 29" \| \| 8. \| Alexandre Geniez \| Francja \| TotalEnergies \| + 1' 36" \| \| 9. \| Benjamin Declercq \| Belgia \| Arkéa-Samsic \| + 1' 45" \| \| 10. \| Alexis Renard \| Francja \| Cofidis \| + 1' 45" \| |                   |            |                        |             |
| |                   |            |                        |             |
| Źródło: ProCyclingStats |                   |            |                        |             |
| Klasyfikacja generalna |                   |            |                        |             |
| Kolarz | Kolarz            | Państwo    | Drużyna                | Czas        |
| 1. | Maxim Van Gils    | Belgia     | Lotto-Soudal           | 20h 05' 48" |
| 2. | Santiago Buitrago | Kolumbia   | Bahrain Victorious     | + 36"       |
| 3. | Rui Costa         | Portugalia | UAE Team Emirates      | + 48"       |
| 4. | Tim Declercq      | Belgia     | Quick-Step Alpha Vinyl | + 52"       |
| 5. | Danny van Poppel  | Holandia   | Bora-Hansgrohe         | + 54"       |
| 6. | Daniel Oss        | Włochy     | TotalEnergies          | + 57"       |
| 7. | Anthon Charmig    | Dania      | Uno-X Pro Cycling Team | + 1' 29"    |
| 8. | Alexandre Geniez  | Francja    | TotalEnergies          | + 1' 36"    |
| 9. | Benjamin Declercq | Belgia     | Arkéa-Samsic           | + 1' 45"    |
| 10. | Alexis Renard     | Francja    | Cofidis                | + 1' 45"    |

| Klasyfikacja punktowa | Klasyfikacja punktowa | Klasyfikacja punktowa | Klasyfikacja punktowa  | Klasyfikacja punktowa |
| Kolarz                | Kolarz                | Państwo               | Drużyna                | Punkty                |
| --------------------- | --------------------- | --------------------- | ---------------------- | --------------------- |
| 1.                    | Dylan Groenewegen     | Holandia              | BikeExchange-Jayco     | 30 pkt                |
| 2.                    | Caleb Ewan            | Australia             | Lotto-Soudal           | 29 pkt                |
| 3.                    | Daniel McLay          | Wielka Brytania       | Arkéa-Samsic           | 24 pkt                |
| 4.                    | Maxim Van Gils        | Belgia                | Lotto-Soudal           | 22 pkt                |
| 5.                    | Fernando Gaviria      | Kolumbia              | UAE Team Emirates      | 21 pkt                |
| 6.                    | Danny van Poppel      | Holandia              | Bora-Hansgrohe         | 20 pkt                |
| 7.                    | Santiago Buitrago     | Kolumbia              | Bahrain Victorious     | 18 pkt                |
| 8.                    | Jasper De Buyst       | Belgia                | Lotto-Soudal           | 14 pkt                |
| 9.                    | Andrea Bagioli        | Włochy                | Quick-Step Alpha Vinyl | 14 pkt                |
| 10.                   | Davide Ballerini      | Włochy                | Quick-Step Alpha Vinyl | 13 pkt                |

| Klasyfikacja punktowa | Klasyfikacja punktowa | Klasyfikacja punktowa | Klasyfikacja punktowa  | Klasyfikacja punktowa |
| Kolarz                | Kolarz                | Państwo               | Drużyna                | Punkty                |
| --------------------- | --------------------- | --------------------- | ---------------------- | --------------------- |
| 1.                    | Dylan Groenewegen     | Holandia              | BikeExchange-Jayco     | 30 pkt                |
| 2.                    | Caleb Ewan            | Australia             | Lotto-Soudal           | 29 pkt                |
| 3.                    | Daniel McLay          | Wielka Brytania       | Arkéa-Samsic           | 24 pkt                |
| 4.                    | Maxim Van Gils        | Belgia                | Lotto-Soudal           | 22 pkt                |
| 5.                    | Fernando Gaviria      | Kolumbia              | UAE Team Emirates      | 21 pkt                |
| 6.                    | Danny van Poppel      | Holandia              | Bora-Hansgrohe         | 20 pkt                |
| 7.                    | Santiago Buitrago     | Kolumbia              | Bahrain Victorious     | 18 pkt                |
| 8.                    | Jasper De Buyst       | Belgia                | Lotto-Soudal           | 14 pkt                |
| 9.                    | Andrea Bagioli        | Włochy                | Quick-Step Alpha Vinyl | 14 pkt                |
| 10.                   | Davide Ballerini      | Włochy                | Quick-Step Alpha Vinyl | 13 pkt                |

| Klasyfikacja młodzieżowa | Klasyfikacja młodzieżowa | Klasyfikacja młodzieżowa | Klasyfikacja młodzieżowa | Klasyfikacja młodzieżowa |
| Kolarz                   | Kolarz                   | Państwo                  | Drużyna                  | Czas                     |
| ------------------------ | ------------------------ | ------------------------ | ------------------------ | ------------------------ |
| 1.                       | Maxim Van Gils           | Belgia                   | Lotto-Soudal             | 20h 05' 48"              |
| 2.                       | Santiago Buitrago        | Kolumbia                 | Bahrain Victorious       | + 36"                    |
| 3.                       | Anthon Charmig           | Dania                    | Uno-X Pro Cycling Team   | + 1' 29"                 |
| 4.                       | Alexis Renard            | Francja                  | Cofidis                  | + 1' 45"                 |
| 5.                       | Donavan Grondin          | Francja                  | Arkéa-Samsic             | + 2' 13"                 |
| 6.                       | Filip Maciejuk           | Polska                   | Bahrain Victorious       | + 4' 03"                 |
| 7.                       | Alberto Dainese          | Włochy                   | Team DSM                 | + 5' 17"                 |
| 8.                       | Casper van Uden          | Holandia                 | Team DSM                 | + 8' 22"                 |
| 9.                       | Alexander Konychev       | Włochy                   | BikeExchange-Jayco       | + 11' 35"                |
| 10.                      | Jordi Meeus              | Belgia                   | Bora-Hansgrohe           | + 13' 48"                |

| Klasyfikacja młodzieżowa | Klasyfikacja młodzieżowa | Klasyfikacja młodzieżowa | Klasyfikacja młodzieżowa | Klasyfikacja młodzieżowa |
| Kolarz                   | Kolarz                   | Państwo                  | Drużyna                  | Czas                     |
| ------------------------ | ------------------------ | ------------------------ | ------------------------ | ------------------------ |
| 1.                       | Maxim Van Gils           | Belgia                   | Lotto-Soudal             | 20h 05' 48"              |
| 2.                       | Santiago Buitrago        | Kolumbia                 | Bahrain Victorious       | + 36"                    |
| 3.                       | Anthon Charmig           | Dania                    | Uno-X Pro Cycling Team   | + 1' 29"                 |
| 4.                       | Alexis Renard            | Francja                  | Cofidis                  | + 1' 45"                 |
| 5.                       | Donavan Grondin          | Francja                  | Arkéa-Samsic             | + 2' 13"                 |
| 6.                       | Filip Maciejuk           | Polska                   | Bahrain Victorious       | + 4' 03"                 |
| 7.                       | Alberto Dainese          | Włochy                   | Team DSM                 | + 5' 17"                 |
| 8.                       | Casper van Uden          | Holandia                 | Team DSM                 | + 8' 22"                 |
| 9.                       | Alexander Konychev       | Włochy                   | BikeExchange-Jayco       | + 11' 35"                |
| 10.                      | Jordi Meeus              | Belgia                   | Bora-Hansgrohe           | + 13' 48"                |

### Klasyfikacja drużynowa
| Klasyfikacja drużynowa | Klasyfikacja drużynowa | Klasyfikacja drużynowa       | Klasyfikacja drużynowa |
| Drużyna                | Drużyna                | Państwo                      | Czas                   |
| ---------------------- | ---------------------- | ---------------------------- | ---------------------- |
| 1.                     | Quick-Step Alpha Vinyl | Belgia                       | 60h 22' 44"            |
| 2.                     | Bora-Hansgrohe         | Niemcy                       | + 41"                  |
| 3.                     | TotalEnergies          | Francja                      | + 45"                  |
| 4.                     | Bahrain Victorious     | Bahrajn                      | + 1' 10"               |
| 5.                     | BikeExchange-Jayco     | Australia                    | + 2' 45"               |
| 6.                     | B&B Hotels-KTM         | Francja                      | + 5' 25"               |
| 7.                     | Lotto-Soudal           | Belgia                       | + 9' 13"               |
| 8.                     | UAE Team Emirates      | Zjednoczone Emiraty Arabskie | + 9' 59"               |
| 9.                     | Cofidis                | Francja                      | + 10' 16"              |
| 10.                    | Team DSM               | Holandia                     | + 13' 28"              |

### Liderzy klasyfikacji
| Etap   |             | Pierwsze miejsce _ | Klasyfikacja generalna | Punktowa          | Młodzieżowa       | Drużynowa _            |
| ------ | ----------- | ------------------ | ---------------------- | ----------------- | ----------------- | ---------------------- |
| 1      | płaski      | Caleb Ewan         | Caleb Ewan             | Caleb Ewan        | Martin Urianstad  | Lotto-Soudal           |
| 2      | pagórkowaty | Santiago Buitrago  | Santiago Buitrago      | Caleb Ewan        | Santiago Buitrago | Cofidis                |
| 3      | płaski      | Dylan Groenewegen  | Santiago Buitrago      | Caleb Ewan        | Santiago Buitrago | Cofidis                |
| 4      | pagórkowaty | Maxim Van Gils     | Maxim Van Gils         | Caleb Ewan        | Maxim Van Gils    | Quick-Step Alpha Vinyl |
| 5      | płaski      | Dylan Groenewegen  | Maxim Van Gils         | Dylan Groenewegen | Maxim Van Gils    | Quick-Step Alpha Vinyl |
| Koniec | Koniec      |                    | Maxim Van Gils         | Dylan Groenewegen | Maxim Van Gils    | Quick-Step Alpha Vinyl |